# Larry Killick
Lawrence Findley Killick, detto Larry (Burlington, 31 maggio 1922 – Rockledge, 31 gennaio 2013), è stato un cestista statunitense.

## Carriera
Killick venne scelto al primo giro del Draft BAA 1947 dai Baltimore Bullets, ma non giocò mai in Basketball Association of America. Nel corso degli anni quaranta militò nei Glens Falls Commodores, squadra da lui stesso fondata, nella New York State Professional League. Nel 1956 giocò nei Syracuse Nationals, campioni NBA nel 1955, che parteciparono ad un tour di esibizione in Europa, Nordafrica e Medio Oriente.
La rivista Sports Illustrated lo ha classificato al 25º posto tra i migliori atleti del Vermont di tutto il XX secolo.